# 귀무덤

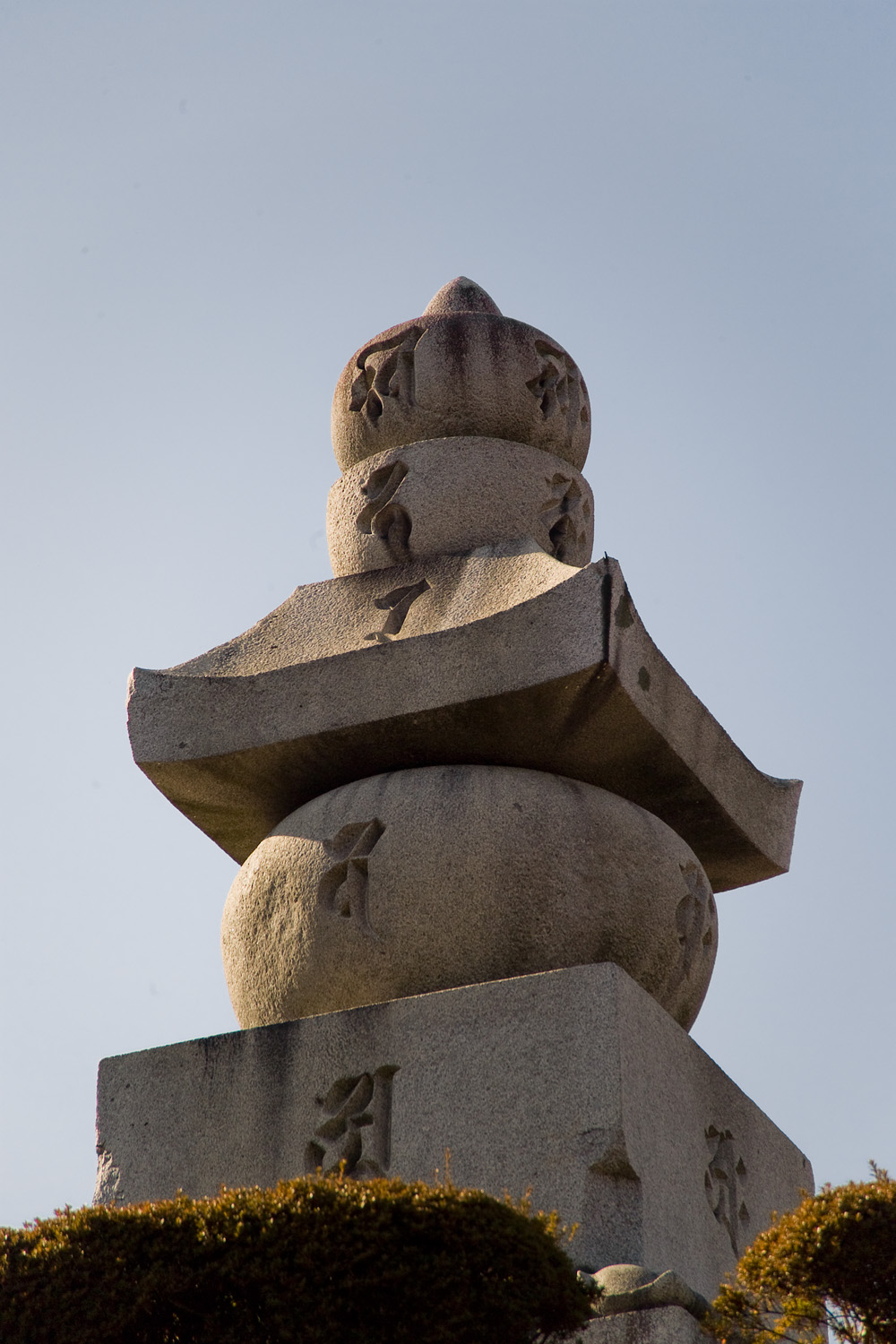
오륜탑

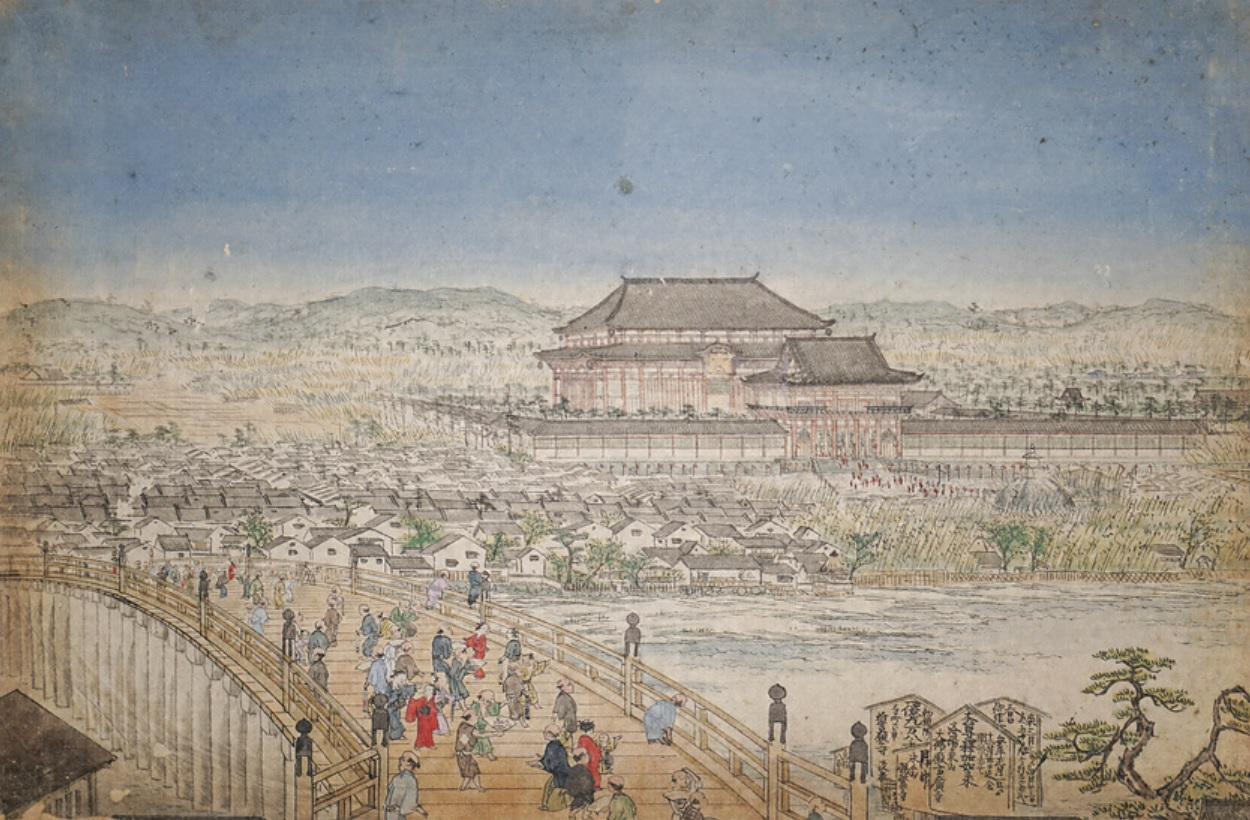
호코지・귀무덤

귀무덤(일본어: 耳塚 미미즈카[*]).은 일본 교토시 히가시야마구에 있는 무덤으로, 임진왜란의 원흉 도요토미 히데요시를 받드는 도요쿠니 신사(豊國神社)에서 100여 미터 떨어진 건너편 공원에 방치돼 있다.사람의 “귀”를 묻은 무덤을 뜻하나, 그곳에 묻힌 것은 "귀" 뿐만이 아닌 코를 있다하기 위해 목 대신 베어갔던 코를 묻은 무덤이다. 당시 도요토미 히데요시의 휘하 무장들이 부피가 큰 목 대신 가져갔던 것으로 본래 이름은 코무덤(鼻塚)이었으나 이름이 섬뜩하다고 하여, 귀무덤으로 바뀌었다.예전에는 호코지 절 대불전의 문 앞에 자리 잡고있었습니다.
도요토미 히데요시는 일본군에게 조선 백성들을 보는대로 사살해서 그 수급(首級)을 모아오라고 명령했는데 수급이 너무 무거워서 그 대신 귀와 코를 모으게 되었고 이에 따라 일본군은 조선에서 조선군과 민중들을 죽이고 코를 베어갔다. 일본군 장수들은 코를 베어 일본에 보내면 도요토미 히데요시는 코영수증을 써주고 소금에 절였다. 도요토미 히데요시는 일일이 그 숫자를 센 뒤 장수들에게 감사장을 써 보냈다. 그런다음 일본 온나라를 자랑스레 순회한 뒤 교토에 묻었는데 지금도 일본 쿄토에 가면 이 때 베어간 코무덤이 있다.
처음에는 코무덤으로 불리었으나, 에도시대 초기 유학자 하야시라산(林羅山)이 '코무덤'은 너무 야만스럽다며 '귀무덤'이라고 쓴 이후로 지금까지 귀무덤으로 알려진것으로 보인다. 현재 교토시가 세운 코무덤 설명 팻말에는 '귀무덤'이라 쓰고 괄호 안에 '코무덤'을 덧붙여 놓았다. 일본은 물론 한국에서도 '코무덤'이 너무 야만스럽다며 '귀무덤'으로 바꿔 불러 지금까지 귀무덤으로 알려졌으나, 실제로는 '코무덤'이다. 이 코무덤에는 조선인 12만 6000명 분의 코가 묻혀 있다.
일부는 사천시로 옮겨갔으나 완전한 이장이 이루어지지는 않고 있다. 현재 일본에서도 별도의 관리 예산이 지원되지 않고, 한국에서도 전혀 별도의 예산 지원이 되지 않아서 3대째 이 무덤을 관리하는 개인이 유지하고 있다.

## 일화
대한민국의 전 문화재청장 유홍준의 《나의 문화유산답사기 일본편 4》에 등장한다.

## 같이 보기
- 임진왜란
- 도요토미 히데요시